# Centraal Suriname Natuurreservaat
Het Centraal Suriname Natuurreservaat (CSNR) is het grootste natuurreservaat van Suriname en een van de grootste beschermde tropische regenwouden ter wereld. Het reservaat staat sinds 2000 op de werelderfgoedlijst van UNESCO.

## Ontstaan

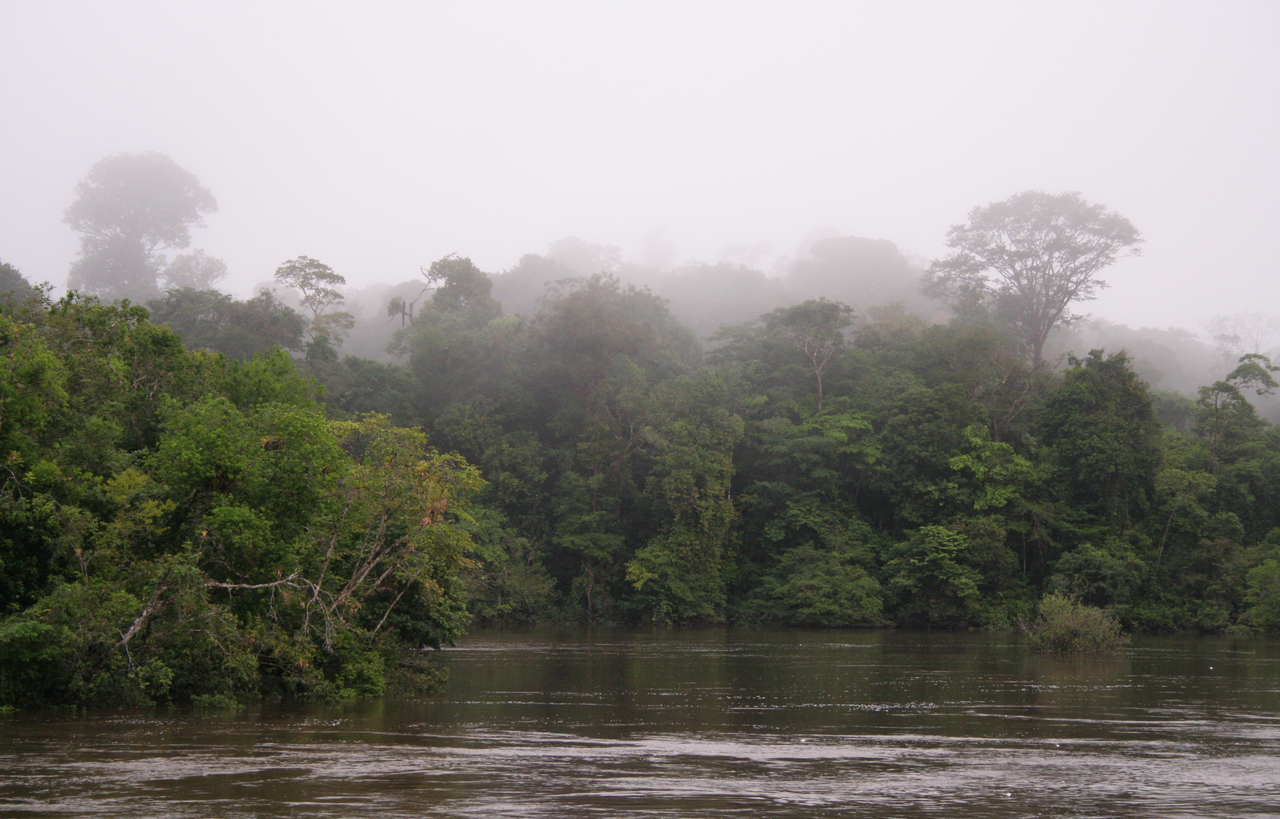
De Coppenamerivier in de ochtend.

Het CSNR ontstond in 1998 door samenvoeging van het Raleighvallen Natuurreservaat (opgericht in 1961, 780 km²), het Tafelbergnatuurreservaat (opgericht in 1966, 1400 km²), het Eilerts de Haangebergte Natuurreservaat (opgericht in 1966, 2200 km²) met het tussenliggende gebied, met name het Wilhelminagebergte. Het reservaat beslaat een oppervlakte van 1,6 miljoen hectare oftewel 16.000 km², hetgeen overeenkomt met 10% van de oppervlakte van Suriname (ter vergelijking: de oppervlakte van Nederland bedraagt 41.500 km², de oppervlakte van Vlaanderen en Brussel samen 13.700 km²).

## Ecologie

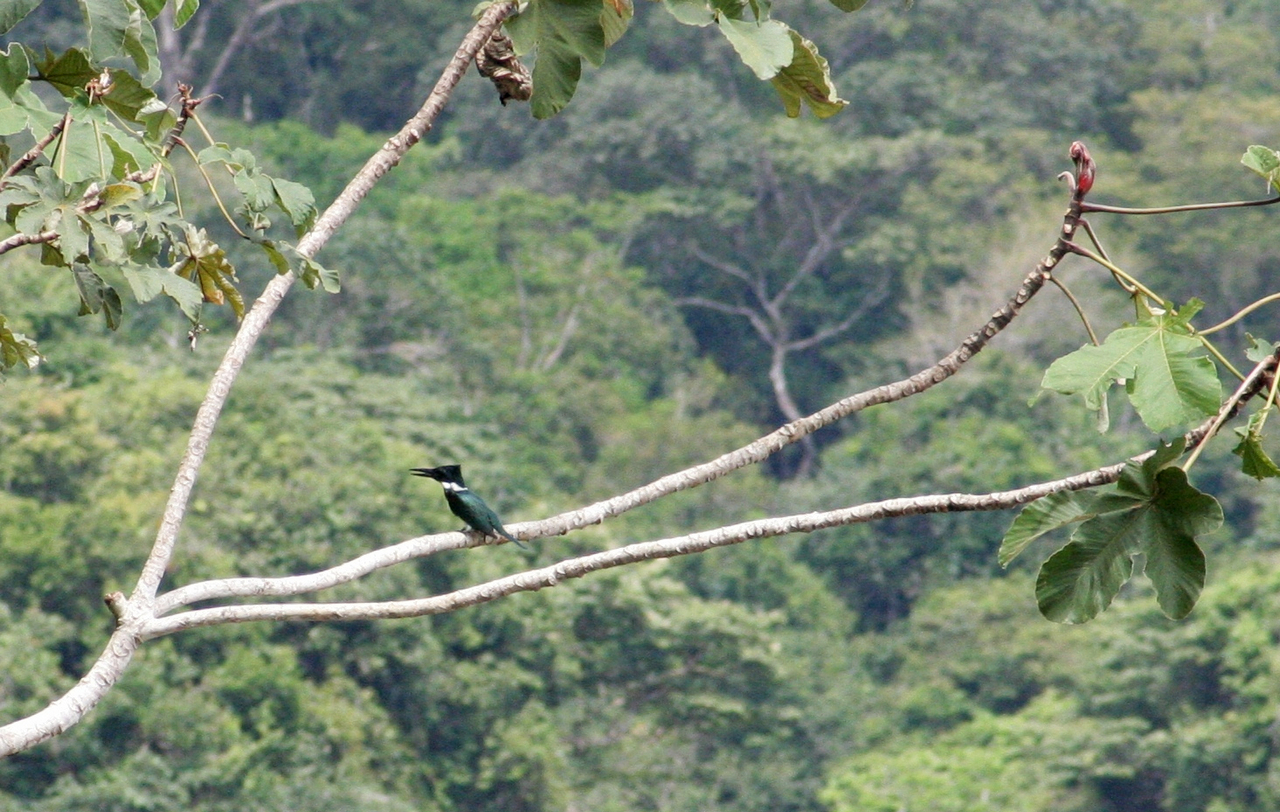
IJsvogel op Fungu-eiland.

Er bestaat een grote diversiteit aan planten- en diersoorten in het gebied door de grote verscheidenheid aan ecosystemen. Men vindt hier zowel laaglandregenbos als bergketens, waaronder de hoogste berg in Suriname, de 1230 meter hoge Julianatop. Bijzondere kenmerken zijn de Tafelberg (1026 meter), die in Suriname het enige overblijfsel is van de Roiramazandsteenformatie, en het Duivelsei, een rotsblok dat ogenschijnlijk balanceert op de rand van een bergtop. Ook is menige granietberg te vinden in dit reservaat, zoals de Voltzberg (240 m) en de Van Stockumberg (360) met het unieke rotssavanne-ecosysteem. Naast tropisch regenwoud, bergen en savannes komen er verschillende watervallen voor in het gebied.
In dit natuurreservaat komen dierenpopulaties voor die typisch zijn voor het Hoogland van Guyana en waarvan sommige wereldwijd bedreigd zijn, zoals de jaguar, het reuzengordeldier, de reuzenotter, de tapir, de luiaard, alle acht apensoorten van Suriname, de harpijarend en de kleurrijke oranje rotshaan. Verder zijn er krokodillen en brulapen en heeft het gebied een bijzondere flora.